# Pontonema vacillatum
Pontonema vacillatum is een rondwormensoort uit de familie van de Oncholaimidae. De wetenschappelijke naam van de soort is voor het eerst geldig gepubliceerd in 1855 door Leidy.